# Otschirbatyn Burmaa

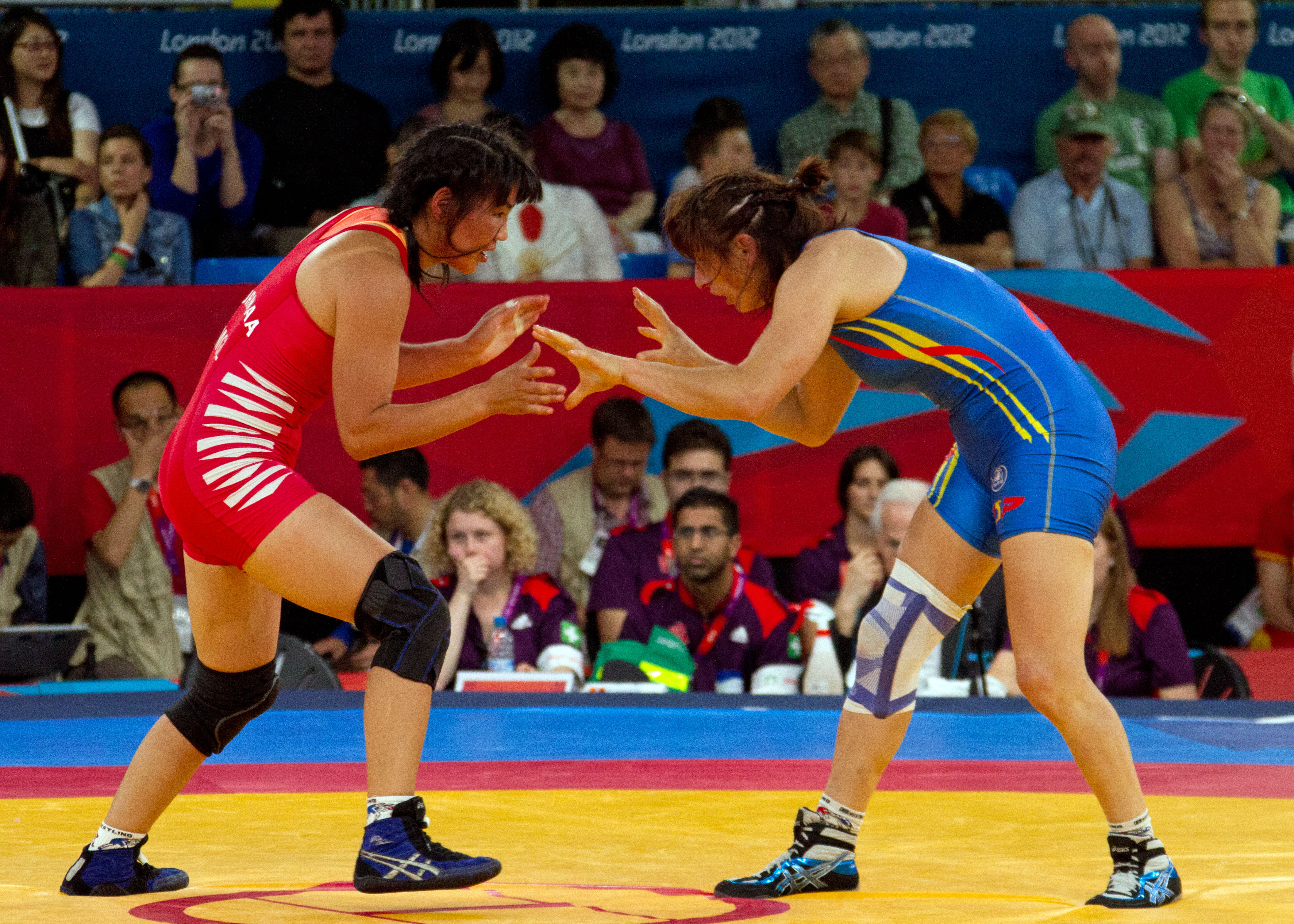
Maider Unda gegen Otschirbatyn Burmaa (links) bei den Olympischen Sommerspielen 2012

Otschirbatyn Burmaa (mongolisch Очирбатын Бурмаа, * 28. Mai 1982 in Ulaanbaatar) ist eine mongolische Ringerin. Sie wurde 2009 Vize-Weltmeisterin in der Gewichtsklasse bis 72 kg Körpergewicht.

## Werdegang
Otschirbatyn Burmaa stammt aus einer Ringerfamilie. Ihr Vater ist ein wichtiger Funktionär im mongolischen Ringerverband und ihre um sechs Jahre jüngere Schwester Otschirbatyn Nasanburmaa ist ebenfalls eine Weltklasseringerin. Burmaa begann im Jahre 1998 mit dem Ringen. Sie gehört dem Sportclub Chusch Ulan-Bator an und wird bzw. wurde von Tümendembereliin Süchbaatar und Tumur baatar trainiert. Sie studierte Sport und startet bei einer Größe von 1,76 Metern in der schwersten Klasse beim Damenringen, der Gewichtsklasse bis 72 kg Körpergewicht.
Im Juniorenalter trat sie bei internationalen Meisterschaften nicht in Erscheinung und absolvierte ihren ersten Start bei einer solchen Meisterschaft erst im Jahre 2003. Sie belegte dabei bei der Asienmeisterschaft in New Delhi hinter Swetlana Schewichnasow aus Kasachstan und Kang Min-jeong aus Südkorea den 3. Platz. Im März 2004 qualifizierte sie sich bei einem Turnier in Madrid mit einem 3. Platz hinter Marina Gastl aus Österreich und Katarzyna Juszczak aus Italien für die Teilnahme an den Olympischen Spielen dieses Jahres in Athen. Vor diesen Spielen wurde sie im Mai 2004 in Tokio noch asiatische Vize-Meisterin hinter Kyoko Hamaguchi aus Japan, aber vor Zhang Dan aus China und Kan Min-jeong. Bei den Olympischen Spielen verlor sie gegen Maria Louiza Vryoni aus Griechenland und gegen Swetlana Sajenko aus der Ukraine und kam deshalb nur auf den 10. Platz.
2005 gewann Burmaa bei der Asienmeisterschaft in Wuhan mit einem 3. Platz hinter Wang Jiao, China und Ayako Murashima aus Japan eine Bronzemedaille. Bei der Weltmeisterschaft dieses Jahres in Budapest kam sie zu einem Sieg über die starke Güzäl Mänürowa aus Russland, unterlag dann aber gegen Wang Jiao und kam auf den 8. Platz. Bei der Asienmeisterschaft des Jahres 2006 in Alma-Ata kämpfte sie sich bis in das Finale vor, in dem sie gegen ihre Dauerrivalin Kyoko Hamaguchi aus Japan, die ehemalige vierfache Weltmeisterin, verlor. Kein gutes Ergebnis erzielte Burmaa dann bei der Weltmeisterschaft 2006 in Guangzhou, denn sie verlor dort ihre beiden Kämpfe gegen Kyoko Hamaguchi und Kristie Marano (verheiratete Davis) aus den Vereinigten Staaten und kam deswegen nur auf den 16. Platz. Im Dezember 2006 gewann sie dann bei den Asien-Spielen in hinter Wang Xu aus China und Kyoko Hamaguchi eine Bronzemedaille.
Zwischenzeitlich erwuchs Burmaa in der Mongolei in Badrachyn Odontschimeg und in Gelegdschamtsyn Narantschimeg zwei starke Rivalinnen, mit denen sie in den nächsten Jahren die Startplätze bei den internationalen Meisterschaften teilen musste. Sie war erst wieder bei den Asienmeisterschaften 2008 im südkoreanischen Jeju am Start und gewann dort hinter Kyoko Hamaguchi, aber vor Xu Qing aus China und Jana Panowa aus Kirgisistan eine Bronzemedaille. Für die Teilnahme an den Olympischen Spielen 2008 in Peking konnte sie sich nicht qualifizieren. Sie startete aber bei den nach den Olympischen Spielen in Tokio stattfindenden Weltmeisterschaft und erkämpfte sich dort einen guten 5. Platz. Den Kampf um eine WM-Bronzemedaille verlor sie dabei gegen Kyoko Hamaguchi.
Im Jahre 2009 gewann Burmaa dann noch einmal zwei Medaillen bei internationalen Meisterschaften, ihre vorläufig letzten. Bei der Asienmeisterschaft in Pattaya kam sie hinter Hong Yan, China und Asuka Sano aus Japan auf den 3. Platz und bei der Weltmeisterschaft in Herning/Dänemark kam sie auf den 2. Platz und feierte damit den größten Erfolg in ihrer Ringerlaufbahn. Diese Silbermedaille erkämpfte sie sich mit Siegen über Jenny Fransson aus Schweden, Maider Unda Gonzales de Audicana aus Spanien und Marina Gastl, während sie im Finale gegen Qin Xiaoqing aus China unterlag.
Nach diesem Erfolg war Burmaa nur mehr bei der Weltmeisterschaft 2010 in Moskau am Start. Sie siegte dort über Olga Schanibekowa aus Kasachstan und unterlag anschließend gegen Kyoko Hamaguchi, was sie auf den 9. Platz brachte. Im Jahre 2012 gelang es ihr dann sich beim Turnier in Taiyuan/China, bei dem sie vor Swetlana Sajenko, Moldawien, Maja Gunvor Erlandsen aus Norwegen und Marina Gastl, siegte, sich für die Olympischen Spiele 2012 in London zu qualifizieren. Dort erreichte sie schließlich Rang acht.
Sie qualifizierte sich für die Olympischen Sommerspiele 2020 in Tokio. Dort unterlag sie im Achtelfinale Hiroe Minagawa Suzuki aus Japan.

## Internationale Erfolge
| Jahr | Platz | Wettbewerb                                             | Gewichtsklasse | Ergebnisse |
| 2003 | 3.    | Asienmeisterschaft in New Delhi                        | bis 72 kg      | hinter Swetlana Schewichnasow, Kasachstan und Kang Min-jeong, Südkorea                                                                     |
| 2003 | 3.    | Asien-Cup in Alma-Ata                                  | bis 72 kg      | hinter Zhang Dan, China und Miki Ninomiya, Japan                                                                                           |
| 2004 | 3.    | Olympia-Qualifikations-Turnier in Madrid               | bis 72 kg      | hinter Marina Gastl, Österreich und Katarzyna Juszczak, Italien                                                                            |
| 2004 | 2.    | Asienmeisterschaften in Tokio                          | bis 72 kg      | hinter Kyoko Hamaguchi, Japan, vor Zhang Dan und Kan Min-jeong                                                                             |
| 2004 | 10.   | OS in Athen                                            | bis 72 kg      | nach Niederlagen gegen Maria Louiza Vryoni, Griechenland und Swetlana Sajenko, Ukraine                                                     |
| 2005 | 3.    | Asienmeisterschaft in Wuhan                            | bis 72 kg      | hinter Wang Jiao, China und Ayako Murashima, Japan                                                                                         |
| 2005 | 8.    | WM in Budapest                                         | bis 72 kg      | nach einem Sieg über Güzäl Mänürowa, Russland und einer Niederlage gegen Wang Jiao                                                         |
| 2006 | 2.    | Asienmeisterschaften in Alma-Ata                       | bis 72 kg      | hinter Kyoko Hamaguchi, vor Olga Schanibekowa, Kasachstan und Qin Xiaoqing, China                                                          |
| 2006 | 2.    | Universitäten-WM in Ulan-Bator                         | bis 72 kg      | vor Pamela Wilson, Kanada und Julia Bumboschkina, Russland (es wurde kein 1. Platz vergeben)                                               |
| 2006 | 16.   | WM in Guangzhou                                        | bis 72 kg      | nach Niederlagen gegen Kyoko Hamaguchi und Kristie Marano (Davis), USA                                                                     |
| 2006 | 3.    | Asien-Spiele in Doha                                   | bis 72 kg      | hinter Wang Xu, China und Kyoko Hamaguchi                                                                                                  |
| 2007 | 2.    | Dan-Kolow-Nikola-Petrow-Turnier in Sofia               | bis 72 kg      | hinter Stanka Slatewa, Bulgarien, vor Karine Schadojan, Armenien und Jenny Fransson                                                        |
| 2008 | 2.    | Asienmeisterschaften in Jeju/Südkorea                  | bis 72 kg      | hinter Kyoko Hamaguchi, vor Xu Qing, China und Jana Panowa, Kirgisistan                                                                    |
| 2008 | 5.    | Olympia-Qualifikations-Turnier in Edmonton             | bis 72 kg      | hinter Agnieszka Wieszczek, Polen, Rosangela Conceisao, Brasilien, Laure Ali Annabel, Kamerun und Audrey Prieto, Frankreich                |
| 2008 | 3.    | Golden-Grand-Prix in Baku                              | bis 72 kg      | hinter Stanka Slatewa und Alena Starodubzewa, Russland                                                                                     |
| 2008 | 5.    | WM in Tokio                                            | bis 72 kg      | nach einer Niederlage gegen Hong Yan, China, einem Sieg über Marina Gastl und einer Niederlage gegenKyoko Hamaguchi                        |
| 2009 | 2.    | Dan-Kolow-Nikola Petrow-Turnier in Warna               | bis 72 kg      | hinter Stanka Slatewa, vor Laure Ali Annabel und Simge Yilmaz, Türkei                                                                      |
| 2009 | 3.    | Asienmeisterschaften in Pattaya                        | bis 72 kg      | hinter Hong Yan und Asuka Sano, Japan |
| 2009 | 10.   | Golden-Grand-Prix in Baku                              | bis 72 kg      | Siegerin: Stanka Slatewa vor Jenny Fransson                                                                                                |
| 2009 | 2.    | WM in Herning/Dänemark                                 | bis 72 kg      | nach Siegen über Jenny Fransson, Maider Unda Gonzales de Audicana, Spanien und Marina Gastl und einer Niederlage gegen Qin Xiaoqing, China |
| 2010 | 5.    | Golden-Grand-Prix in Krasnojarsk                       | bis 72 kg      | hinter Jekaterina Bukina, Russland, Laure Ali Annabel, Gelegdschamtsyn Narantschimeg, Mongolei und Stanka Slatewa                          |
| 2010 | 2.    | Dan Kolow-Nikola Petrow-Turnier in Burgas              | bis 72 kg      | hinter Stanka Slatewa, vor Roxana Camelia Iancolovici, Rumänien und Laure Ali Annabel                                                      |
| 2010 | 5.    | Welt-Cup in Nanjing                                    | bis 72 kg      | hinter Ali Sue Bernard, USA, Natalja Worobjewa, Russland, Kyoko Hamaguchi und Ohenewa Akuffo, Kanada                                       |
| 2010 | 5.    | Golden-Grand-Prix in Baku                              | bis 72 kg      | hinter Stanka Slatewa, Güzäl Mänürowa, Kasachstan, Laure Ali Annabel und Jenny Fransson                                                    |
| 2010 | 9.    | WM in Moskau                                           | bis 72 kg      | nach einem Sieg über Olga Schanibekowa und einer Niederlage gegen Kyoko Hamaguchi                                                          |
| 2011 | 5.    | Golden-Grand-Prix in Krasnojarsk                       | bis 72 kg      | hinter Jelena Perepelkina und Alena Starodubzewa, beide Russland, Kateryna Burmistrowa, Ukraine und Natalja Worobjewa                      |
| 2011 | 5.    | Welt-Cup in Liévin                                     | bis 72 kg      | hinter Kyoko Hamaguchi, Jekaterina Bukina, Xu Qing und Ali Sue Bernard                                                                     |
| 2011 | 4.    | New-York-Athletik-Club-International                   | bis 72 kg      | hinter Iris Smith, USA, Badrachyn Odontschimeg, Mongolei und Emma Weberg, Schweden                                                         |
| 2012 | 2.    | Mongolian-Open in Ulan-Bator                           | bis 72 kg      | hinter Natalja Worobjewa, vor Stephany Lee, USA und Badrachyn Odontschimeg                                                                 |
| 2012 | 2.    | Golden-Grand-Prix in Krasnojarsk                       | bis 72 kg      | hinter Stanka Slatewa, vor Natalja Worobjewa und Alena Starodubzewa                                                                        |
| 2012 | 1.    | Olympia-Qualifikations-Turnier in Taiyuan/China        | bis 72 kg      | vor Swetlana Sajenko, Maja Gunvor Erlandsen, Norwegen und Marina Gastl                                                                     |
| 2012 | 1.    | Hari-Ram-Grand-Prix in New Delhi                       | bis 72 kg      | vor Kristie Marano, Preetkaur Gursharan, Indien und Hiroe Suzuki, Japan                                                                    |
| 2012 | 8.    | OS in London                                           | bis 72 kg      | Gold: Natalia Vorobieva, Silber: Stanka Zlateva, Bronze: Guzel Manyurova/Maider Unda                                                       |
| 2021 | 2.    | Olympia-Qualifikations-Turnier in Almaty in Kazakhstan | bis 76 kg      | hinter Aiperi Medet Kyzy, vor Pooja Sihag, Shakhribonu Ellieva und Jeong Seo-yeon                                                          |
| 2021 | 15.   | OS in Tokio                                            | bis 76 kg      | Gold: Aline Rotter-Focken, Silber: Adeline Maria Gray, Bronze: Yasemin Adar/Qian Zhou                                                      |

## Erläuterungen
- alle Wettkämpfe im freien Stil
- OS = Olympische Spiele, WM = Weltmeisterschaften